# William Gao
William Gao é um ator e músico inglês. Ele é conhecido por seu papel de estreia na televisão como Tao Xu na série da Netflix de 2022 Heartstopper.
Gao e sua irmã mais nova Olivia Hardy formam uma dupla de jazz chamada Wasia Project. Seu primeiro EP How Can I Pretend? foi lançado em 10 de maio de 2022.

## Início da vida
Gao nasceu em 2002 ou 2003 em South Croydon. Ele é filho de pai inglês e mãe chinesa que se mudou para a Inglaterra aos 20 anos. Ele frequentou a Trinity School, onde completou recebeu o General Certificate of Education Advanced Level em chinês, música e teatro em 2022. Ele começou a estudar piano clássico aos 11 anos de idade e foi membro do Trinity Boys Choir. Ele se juntou ao National Youth Theatre em maio de 2019.

## Filmografia

### Televisão
| Ano  | Título       | Papel  | Nota             | Ref. |
| ---- | ------------ | ------ | ---------------- | ---- |
| 2022 | Heartstopper | Tao Xu | Elenco principal |      |

### Teatro
| Ano  | Título                                   | Papel  | Nota                | Ref.   |
| ---- | ---------------------------------------- | ------ | ------------------- | ------ |
| 2016 | Shakespeare at 400                       | Puck   | Royal Festival Hall | [ 13 ] |
| 2016 | A Midsummer Night's Dream                | Cobweb | Glyndebourne        |        |
| 2022 | The Trials Plays (ainda não foi lançada) | Xander | Donmar Warehouse    | [ 14 ] |